# Araeomolis guianensis
Araeomolis guianensis är en fjärilsart som beskrevs av James John Joicey och Talbot 1916. Araeomolis guianensis ingår i släktet Araeomolis och familjen björnspinnare. Inga underarter finns listade i Catalogue of Life.